# Bournemouth, Christchurch and Poole
Bournemouth, Christchurch and Poole (BCP) – dystrykt typu unitary authority w hrabstwie ceremonialnym Dorset, w Anglii, obejmujący aglomerację miast Bournemouth, Christchurch oraz Poole.
Utworzony został 1 kwietnia 2019 roku w wyniku połączenia dystryktów Bournemouth i Poole oraz dystryktu niemetropolitalnego Christchurch.
Powierzchnia dystryktu wynosi 161,3 km², liczba ludności 379 338 (2011).